# Liste von Dirigierwettbewerben
Dies ist eine Liste von Dirigierwettbewerben. Sie umfasst auch Wettbewerbe, die heute nicht mehr ausgetragen werden (wie z. B. der sowjetische Allunions-Dirigentenwettbewerb).

## Dirigierwettbewerbe
Die folgende Übersicht erhebt keinen Anspruch auf Aktualität oder Vollständigkeit.
- Allunions-Dirigentenwettbewerb
- Cadaqués Orchestra International Conducting Competition
- Concours de Genève
- Concours international de jeunes chefs d’orchestre de Besançon
- Deutscher Dirigentenpreis
- Dimitri Mitropoulos International Music Competition
- Donatella Flick Conducting Competition
- Grzegorz Fitelberg International Competition for Conductors
- Gustav Mahler Conducting Competition
- Internationaler Wettbewerb für junge Dirigenten Lovro von Matačić
- International Sergei Kussewitzky Conducting Competition
- Jorma Panula Conducting Competition
- La Maestra
- Leeds Conductors Competition
- Lopez Cobos International Opera Conductors Competition
- Maazel-Vilar Conductor's Competition
- Nikolai-Malko-Wettbewerb
- Antonio Pedretti International Conducting Competition
- Premio Guido Cantelli
- Sir Georg Solti International Conductors' Competition
- Tokyo International Music Competition for Conducting
- Arturo Toscanini - Goffredo Petrassi International Conducting and Composition Competition[1]